# Ana Cristina Barragán
Ana Cristina Barragán (Quito, 1987) es una guionista y directora de cine ecuatoriana. Sus películas se enfocan en retratar la experiencia de niñas y mujeres jóvenes.

## Biografía
Desde temprana edad estuvo interesada en el teatro y la actuación, lo que la llevó a estudiar cine y video en la Universidad San Francisco de Quito. Inició su carrera cinematográfica con el cortometraje Despierta (2008), estrenado en el festival de cine Latitud Cero y que sigue la historia de una niña perseguida por una plaga de mariquitas.
Su primer largometraje fue la película Alba, cuyo guion fue escrito como parte de su tesis de graduación en 2010. La misma fue filmada luego de ganar un concurso para obtener fondos por parte del Consejo Nacional de Cine. La cinta se estrenó en el Festival Internacional de Cine de Róterdam, donde obtuvo un Lion Film Award. Posteriormente obtuvo más de 10 reconocimientos en festivales de cine tales como el de Lima, Colonia y Toulouse.
Su próxima película se titulará La piel pulpo y narra la relación entre dos hermanos.

## Filmografía
Ha dirigido las siguientes cintas:
- Despierta (2008), cortometraje
- Domingo Violeta (2010), cortometraje
- Nuca (2015), cortometraje
- Alba (2016), largometraje[5]
- La piel pulpo (2022), largometraje

## Premios y distinciones
Festival Internacional de Cine de San Sebastián
| Año  | Categoría                          | Película | Resultado |
| ---- | ---------------------------------- | -------- | --------- |
| 2016 | Premio Horizontes-Mención especial | Alba     | Ganador   |